# Plectris aenea
Plectris aenea är en skalbaggsart som beskrevs av Blanchard 1851. Plectris aenea ingår i släktet Plectris och familjen Melolonthidae. Inga underarter finns listade i Catalogue of Life.